# Jorge López (actor colombiano)
Jorge Alberto López Ocampo (Bogotá, 15 de mayo de 1969) es un actor colombiano de televisión, cine y teatro, reconocido por su presencia en los medios audiovisuales colombianos desde comienzos de la década de 1990.

## Carrera
López nació en Bogotá, donde estudió inicialmente fotografía y cine. Se inició en el mundo del teatro y saltó a la televisión colombiana a comienzos de la década de 1990. Ha participado en producciones televisivas como El fiscal (1999), A dónde va Soledad (2000), ¿Quién amará a María? (2008), 5 viudas sueltas (2013) y Yo soy Franky (2015). Protagonizó el cortometraje Cuando vuelvas de tus muertes en 2001 e integró el reparto de la película El sol de los venados en 2004.

## Filmografía

### Televisión
- Te la dedico (2022)
- Café con aroma de mujer (2021) — Dr. Javier
- Operación Pacífico (2020) — Héctor Pulido 'El Señor M'
- Enfermeras (2019-2020)
- El general Naranjo (2019-2020) — Capitán Tobón
- Más allá del tiempo (2019) — Diego Echavarría Misas
- Bolívar (2019) — Antonio Nariño
- El invitado (2019) — Rafael Márquez
- Garzón (2018) — Jorge Consuegra
- Infieles (2017) — Ep: La alarma infieles
- Sobreviviendo a Escobar, alias JJ (2017) — Senador
- ¿Quién mató a Patricia Soler? (2015) — Arturo Cervantes
- Mamá también (2013) — César Amaya
- 5 viudas sueltas (2013) — Mauro
- Las santísimas (2012) — Jorge
- El laberinto (2012) — Juan Pablo Marquez
- Infiltrados (2011)
- Los caballeros las prefieren brutas (2010)
- Doña Bella (2010) — Dr. Alcides Guzmán
- La Pola (2010) - Marqués de San Jorge
- Amor en custodia (2009) — Doctor
- Tiempo final (2008) — Policía Ep: Simulacro
- Aquí no hay quien viva (2008) — Doctor (Act. Especial)
- ¿Quién amará a María? (2008)
- Zona rosa (2007) — Mauricio Castillo
- El baile de la vida (2005) — Parmenio Aguirre
- Séptima puerta (2004) — Thomas Cabal Amado
- Ama la academia (2003)
- Amor sin remedio (2001)
- Adónde va Soledad (2000) — Genaro Olavarría
- AmorDiscos (2000)
- Entre amores (2000)
- Divorciada (1999) — Juan Antonio
- La mujer del presidente (1997) - Rodrigo Sánchez
- Hombres de honor (1995-1997) — Sgto. Roberto Rubiano
- Sabor a limón (1995) — Rodrigo
- Almas de piedra (1994)

## Cine
- La rectora (2015)
- La Trilogía del Abrazo (2012) — Sargento
- El sol de los venados (2004) — Juan
- Cuando vuelvas de tus muertes[3] (2001) — Manuel Suárez